# Evgenij Fëdorov
Evgenij Jur'evič Fëdorov (in russo Евгений Юрьевич Фёдоров?; Nižnij Tagil, 11 novembre 1980) è un allenatore di hockey su ghiaccio ed ex hockeista su ghiaccio russo.

## Carriera

### Giocatore
Tra la Superliga e la Kontinental Hockey League ha raccolto 832 presenze nel massimo campionato russo, vestendo le maglie di Kryl'ja Sovetov, Molot-Prikam'e Perm', Ak Bars Kazan’ (con cui chiuse al secondo posto nella Superliga 2002), Dinamo Mosca, Metallurg Magnitogorsk (con cui vinse la IIHF European Champions Cup 2008), HK MVD (con cui ha disputato una finale, persa contro una sua ex squadra, il Bars Kazan), Spartak Mosca, Jugra Chanty-Mansijsk, Sibir' Novosibirsk e Avtomobilist Ekaterinburg.
Negli ultimi anni di carriera ha giocato invece in VHL, dividendosi fra la squadra della sua città natale, lo Sputnik Nižnij Tagil, e il Torpedo Ust-Kamenogorsk, squadra kazaka militante nel secondo campionato russo. Ha chiuso la carriera al termine della stagione 2016-2017, giocata nella Elite Ice Hockey League con gli Edinburgh Capitals.
Nel 2000 era stato scelto al draft NHL dai Los Angeles Kings al settimo giro, ma non giocò mai oltreoceano.
Con la Russia under 20 ha vinto la medaglia di argento al campionato mondiale di hockey su ghiaccio Under-20 2000.

### Allenatore
Dopo il ritiro è stato nominato head coach del Chokkejnyj Klub Buran Voronež, squadra della VHL.

## Palmarès
- IIHF European Champions Cup: 1

Metallurg: 2008